# Biblioteca antropologico-giuridica
Biblioteca antropologico-giuridica (italienisch; deutsch: Anthropologisch-juristische Bibliothek) ist eine italienische anthropologisch-juristische Buchreihe, die seit 1889 im Verlag Fratelli Bocca in Turin erschien. Das erste Werk der Reihe ist das zuerst 1876 erschienene L'Uomo delinquente von Cesare Lombroso (1835–1909), der seit diesem Jahr Professor in Turin war. Die Reihe ist aufgeteilt in drei Serien. Sie enthält auch übersetzte Werke aus anderen Sprachen. Der letzte Band der Reihe erschien kurz nach dem Tod Lombrosos.

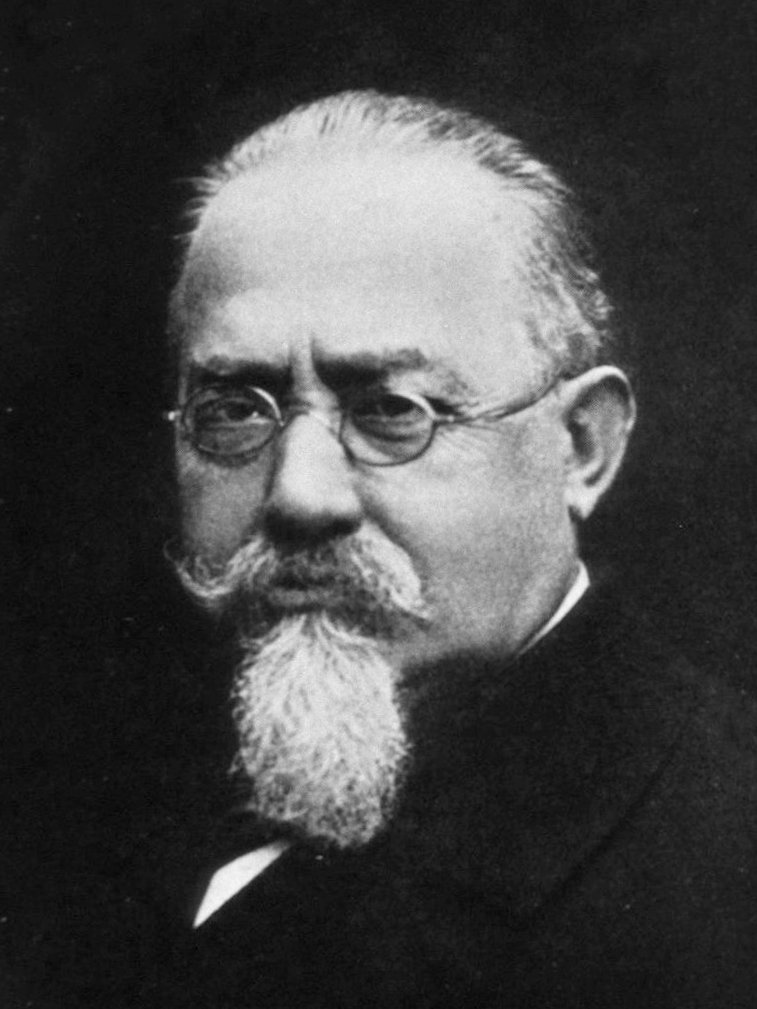
Cesare Lombroso

## Verfasser
Zu den Verfassern der Reihe zählen: Cesare Lombroso; Raffaele Garofalo; Antonio Marro, Raffaello Balestrini; L. Carelli; R. Laschi; Silvio Tonnini; Giuseppe d'Aguanno; Silvio Venturi; Enrico Ferri; Adolfo Zerboglio; Alfredo Frassati; Angelo Vaccaro; Pietro Brancaleone-Ribaudo; Ettore Fornasari; Giov. Mingazzini; Guido Cavaglieri; Salvatore Ottolenghi; Alfredo Angiolini; Pasquale Rossi; Giulio Pelanda; Alessandro Cainer; Scipio Sighele; Giuseppe Ingegnieros; Michele Longo; Giacomo Matteotti; Ferdinando Puglia; Augusto Setti; Pietro Cogliolo; Giulio Fioretti; S. Varaglia; B. Silva; Giulio Campili; Giuseppe Alongi; Emanuele Carnevale; Virgilio Rossi; R. Gurrieri; E. Fornasari; Guglielmo Ferrero; Eugenio Florian; Luigi Anfosso; M. L. Patrizi; Leon Cognetti de Martiis; Pio Viazzi; Giuseppe Bonanno; Luigi Roncoroni; Alfredo Niceforo; Carlo Lessona; Ruggero Oddi; C. Leggiardi-Laura; Antonio Renda; Pasquale Materi; Lorenzo Mandalari; Giuseppe Antonini; G. Sanna Salaris; Giuseppe Portigliotti; Gaspare Virgilio; Richard von Krafft-Ebing; Enrico Sterz; Luigi Waldhart; Luigi M. Drago; G. B. Busdraghi; De Mattos; Giuseppe Oberosler; F. Martinez Bacca; Manuel Vergara; I. Orchansky; M. A. Raffalovich; Max Nordau; A. von Schrenck-Notzing.

## Inhaltsübersicht
Die folgende Inhaltsübersicht erfolgt teils mit verkürzten Titel- und Namensangaben

### Serie 1
1. Cesare Lombroso: L'Uomo delinquente. Fratelli Bocca, Turin 1889
2. Raffaele Garofalo und Luigi Carelli: Criminologia: studio sul delitto e sulla teoria della repressione. Fratelli Bocca, Turin 1891, 2. Auflage OCLC 22865032
3. Antonio Marro: I caratteri dei delinquenti: studio antropologico-sociologico. Fratelli Bocca, Turin 1887 OCLC 432601580
4. Cesare Lombroso: L'Uomo di genio in rapporto alla psichiatria, alla storia ed all'estetica. Fratelli Bocca, Turin 1894 OCLC 610731822
5. Raffaello Balestrini: Aborto, infanticidio ed esposizione d'infante. Studio giurdico-sociologico. Fratelli Bocca, Turin 1888 OCLC 600568358
6. Cesare Lombroso: Appunti al nuovo Codice penale. Fratelli Bocca, Turin 1889
7. Cesare Lombroso: L'Uomo delinquente. Fratelli Bocca, Turin 1889
8. Raffaele Garofalo und Luigi Carelli: Riforma della procedura penale in Italia. 1889
9. Cesare Lombroso und Rodolfo Laschi: Il delitto politico e le rivoluzioni. Fratelli Bocca, Turin 1890
10. Silvio Tonnini: Le Epilessie. 1891
11. Giuseppe d' Aguanno: La genesi e l'evoluzione del diritto civile. 1890
12. Cesare Lombroso: Palimsesti del carcere. 1891 Digitalisat
13. Silvio Venturi: Le degenerazioni psico-sessuali. 1892
14. Enrico Ferri: Sociologia criminale. 3. ed. 1892
15. Adolfo Zerboglio: L'alcoolismo. 1892
16. Enrico Ferri: L'Omicidio-suicidio. 3. ed. 1892
17. Alfredo Frassati: Lo Sperimentalismo nel diritto penale. 1892
18. Cesare Lombroso: Le piu recenti scoperte ed applicazioni della psichiatria ed antropologia criminale. 1893
19. Angelo Vaccaro: Le basi del diritto e dello stato. 1893
20. Pietro Brancaleone-Ribaudo: Studio antropologico del militare delinquente, Fratelli Bocca, Turin 1894 OCLC 457550598
21. Ettore Fornasari: La criminalita e le vicende economiche d'Italia dal 1873 al 1890. 1894
22. Giovanni Mingazzini und Giuseppe Sergi: Il cervello in relazione con i fenomeni psichici : studio sulla morfologia degli emisferi cerebrali dell'uomo, Fratelli Bocca, Turin 1895 OCLC 875213893
23. Enrico Ferri: L'omicidio-suicidio : responsabilità giuridica., Fratelli Bocca, Turin 1895 OCLC 920461572
24. Eugenio Florian und Guido Cavaglieri: I vagabondi : studio sociologico-giuridico, Fratelli Bocca, Turin 1897, Vol. 1. OCLC 860393603
25. Antonio Marro: La pubertà studiata nell'uomo e nella donna in rapporto all'antropologia, alla psichiatria, alla pedagogia ed alla sociologia dal dottor Antonio Marro, Fratelli Bocca, Turin 1897 OCLC 868669322
26. Eugenio Florian und Guido Cavaglieri: I vagabondi : studio sociologico-giuridico, Fratelli Bocca, Turin 1897, Vol. 2.
27. Salvatore Ottolenghi: La Suggestione e le facolta psichiche occulte. 1900
28. Alfredo Angiolini: Dei Delitti colposi. 1901
29. Pasquale Rossi: Psicologia collettiva morbosa. 1901
30. Enrico Ferri: Studi sulla criminalita ed altri saggi. 1901
31. Giulio Pelanda, Alessandro Cainer: I pazzi criminali al manicomio provinciale di Verona. 1890–1902. 1902
32. Scipio Sighele: I delitti della folla. 1902
33. Cesare Lombroso und Guglielmo Ferrero: La donna delinquente, la prostituta e la donna normale. Fratelli Bocca, Turin 1923 OCLC 254088125 (= Cesare Lombroso: Das Weib als Verbrecherin und Prostituierte; anthropologische Studien gegründet auf eine Darstellung der Biologie und Psychologie des normalen Weibes OCLC 6882095)
34. Giuseppe Ingegnieros: La Simulazione della pazzia. 1904
35. Cesare Lombroso: La Perizia psichiatrico-legale. 1905
36. Michele Longo: Psicologia criminale. 1906
37. L'Opera de Cesare Lombroso nella scienza e nelle sue applicazioni. nuova edizione 1908
38. Giacomo Matteotti: La recidiva. 1910
39. Cesare Lombroso: L'Uomo alienato. 1913
40. Luigi Bellini: Una zona di delinquenti d'abitudine: note e appunti di sociologia criminale. Fratelli Bocca, Turin 1919

### Serie 2
- 1. Ferdinando Puglia: Prolegomeni allo studio del diritto repressivo per l'avv. Fratelli Bocca, Turin 1883 OCLC 62419588
- 2. Enrico Ferri: Socialismo e criminalità: appunti, Fratelli Bocca, Rom/Turin 1883 OCLC 63616601
- 3. Augusto Setti: La forza irresitible, Fratelli Bocca, Turin 1884
- 4 Giulio Fioretti und Adolfo Zerboglio: Su la legittima difesa studio giuridico. G.B. Paravia, Turin 1894, 2. Auflage OCLC 683358384
- 5. Saggi sopra l'evoluzione del diritto privato per Pietro Cogliolo. 1885
- 6. Su la legittima difesa. Studio di Giulio Fioretti. 1886
- 7: Serafino Varaglia und Bernardino Silva: Note anatomiche sopra 60 cranie 42 encephali di donne criminali italiane. Fratelli Bocca, Turin 1886, OCLC 800615251
- 9. Il grande ipnotismo, per il dott. Giulio Campili
- 10. La Maffia. Studio per Giuseppe Alongi
- 11. Raffaele Garofalo: Riparazione alle vittime del delitto. Fratelli Bocca, Turin 1887
- 12. La questione della pene di morte per Emanuele Carnevale. 1888
- 13. Virgilio Rossi. Studi sopra una centuria di criminali
- 13. (sic!) Alongi Giuseppe. La Camorra. 1890
- 14. Anomalie del campo visivo nei psicopatici e nei criminali per S. Ottolenghi. 1891
- 15. Scipio Sighele. La folla delinquente
- 17. Scipio Sighele. La coppia criminale. 1893
- 18. R. Gurrieri ed E. Fornasari. I sensi e le anomalie somatiche nella donna normale e nella prostituta. 1893
- 19. Guglielmo Ferrero. I Simboli. 1893
- 20. Della Prescrizione penale, dall'Adolfo Zerboglio. 1893
- 21. Eugenio Florian. La teoria psicologica della diffamazione. 1893
- 22. Scipio Sighele. La teorica positiva della complicita. 2e Ed. 1894
- 24. Luigi Anfosso. Il Casellario giudiziale centrale. 1896
- 25. M.L. Patrizi. Saggio psico-anthropologico su Giacomo Leopardi e la sua famiglia. 1896
- 26. Leon Cognetti de Martiis. Il marinaio e pilettico e la delinquenza militare. 1896
- 27. Pio Viazzi. Sui reati sessuali. 1896
- 28. Giuseppe Bonanno. Il delinquente per passione. 1896
- 29. Luigi Roncoroni. Genio e Pazzia in Torquato Tasso. 1896
- 30. Alfr. Niceforo. Il Gergo. 1897
- 31. I Doveri sociali del diritto giudiziario civile dell'Carlo Lessona. 1897
- 32. S. Ottolenghi e V. Rossi. Duecento criminali e prostitute. 1898
- 33. Alfr. Niceforo. Criminali e degenerati dell'inferno dantesco. 1898 Digitalisat
- 34. Ruggero Oddi: L'Inibizione. Fratelli Bocca, Turin 1898
- 35. Giuseppe Antonini und Leonardo Cognetti de Martiis: Vittorio Alfieri: studi psicopatologici. Fratelli Bocca, Turin 1898 , 2. Auflage OCLC 19990189
- 36. Rodolfo Laschi und Enrico Morselli: La Delinquenza bancaria nella sociologia criminale, nella storia e nel diritto. Fratelli Bocca, Turin 1899 OCLC 457595247
- 37. C. Leggiardi-Laura. Il delinquente nei "Promessi sposi". 1899
- 38. Antonio Renda. L'Ideazione geniale. 1900
- 39. Pasquale Materi. La Rissa... con prefazione di Enrico Ferri. 1900
- 40. La degenerazione nella pazziae nella criminalita per Lorenzo Mandalari. 1901
- 41. Giuseppe Portigliotti. L'Eredita consanguinea. 1901
- 42. Giuseppe Antonini. Studi di psicopatologia forense. 1901
- 43. G. Sanna Salaris. Una centura di delinquenti sardi. 1902
- 44. Michele Longo. Schiller-Ibsen. 1902
- 45. Giuseppe Portigliotti. Un grande monomane. Fra Girolamo Savonarola. 1902
- 46. Michele Longo. La Coscienza criminosa. 1903
- 47. L. Patrizi. La fisiologia d'un bandito (Musolino). 1904
- 48. Gaspare Virgilio. Sulla natura morbosa del delitto... Passannante e la natura morbosa del delitto. 1910

### Serie 3
- 1. Le psicopatie sessuali, del dott. R. de Krafft-Ebing. Traduzione dei dott. Enrico Sterz e Luigi Waldhart. 1889
- 2. I criminali nati per Luigi M. Drago. Traduzione del dott G.B. Busdraghi. 1890
- 3. De Mattos. La Pazzia. Traduzione dal portoghese. Vol. 4. Il diritto civile e il proletariato per Giuseppe Oberosler. 1894
- 5. F. Martinez Bacca e Manuel Vergara. Studi di antropologia criminale. 1894
- 6. I. Orchansky. L'Eredita nelle famiglie malate. 1895
- 7. M. A. Raffalovich. L'Uranismo. 1896
- 8. Max Nordau. Degenerazione. Traduzione dal tedesco di G. Oberosler. 2. Ed. 1896
- 9. La Terapia suggestiva delle psicopatie sessuale... del dott. A. von Schrenck-Notzing. Traduzione dal tedesco. 1897.